# Palacio de Vistalegre
Il Palacio de Vistalegre è un'arena coperta di Madrid, in Spagna, nata per la pratica della pallacanestro (ha ospitato le partite interne del Club Baloncesto Estudiantes dal 2001 al 2005 e quelle del Real Madrid Baloncesto dal 2004 al 2010).
Il Vistalegre è stato inaugurato nel 2000 e può ospitare fino a 15 000 spettatori.

## Storia
Il sito dove ora è localizzata l'arena era precedentemente adibito alle gare di corrida e si chiamava Plaza de Toros de Carabanchel. L'arena era stata costruita nel 1908. Nel 1980 l'arena venne chiusa e il sito restò vuoto fino a quando, nel 1996, venne progettato un riutizzo dello stesso in qualità di arena moderna, che avrebbe avuto anche la capacità di ospitare le gare di combattimento tra tori. Il palazzetto venne inaugurato nel 2000, con una capacità di posti a sedere che varia dai 14 000 ai 15 000. Il parcheggio è da 1 500 posti auto.
Il 22 novembre 2004, la struttura ospita una tappa del Live at Last Tour di Anastacia.

## Accessi
- Metropolitana: Linea 5  (stazione di Vista Alegre)
- Numeri autobus: 34, 35, 247

## Galleria d'immagini

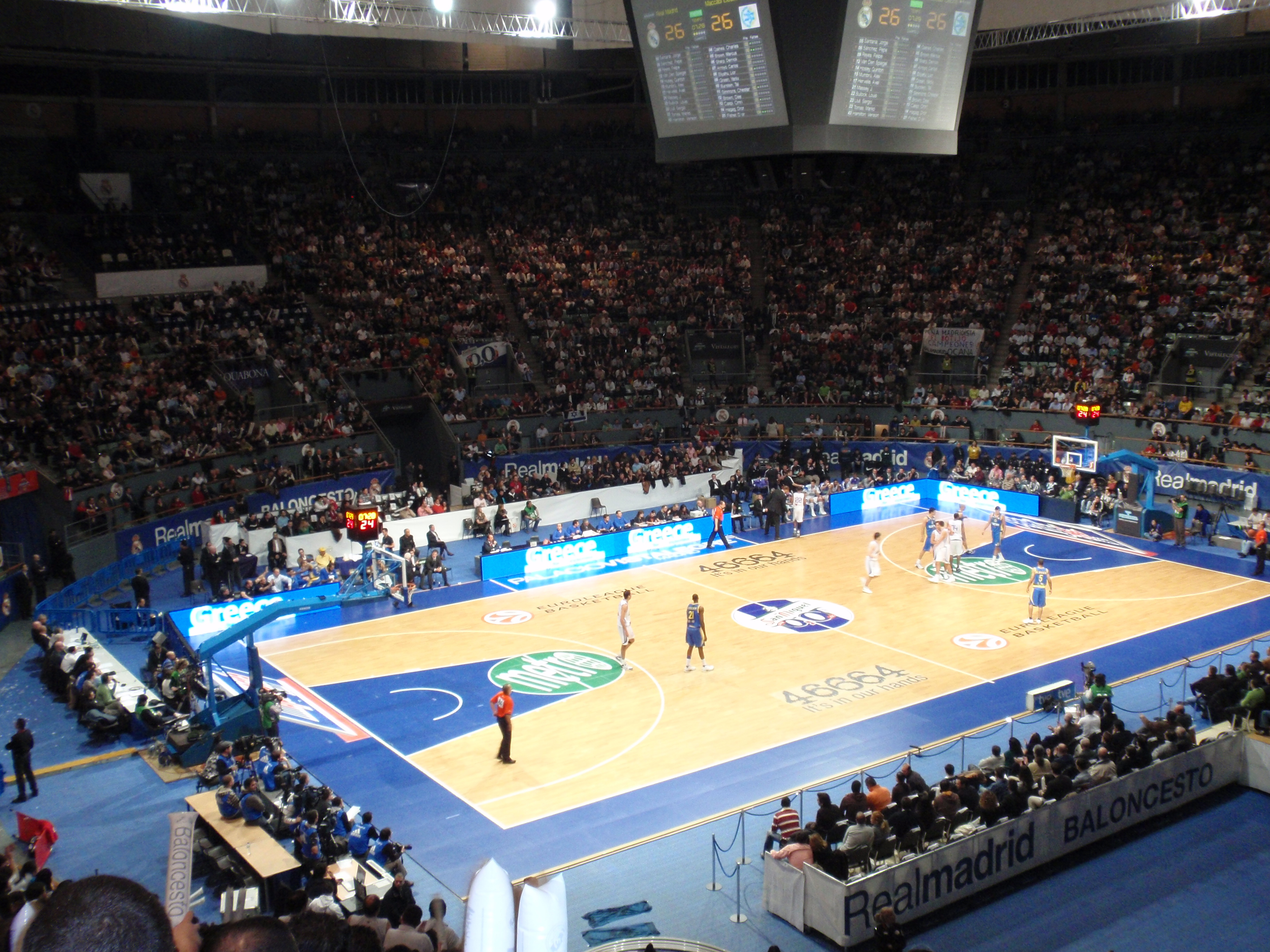
Interno del Vistalegre durante il match di Eurolega Real Madrid - Maccabi Tel Aviv
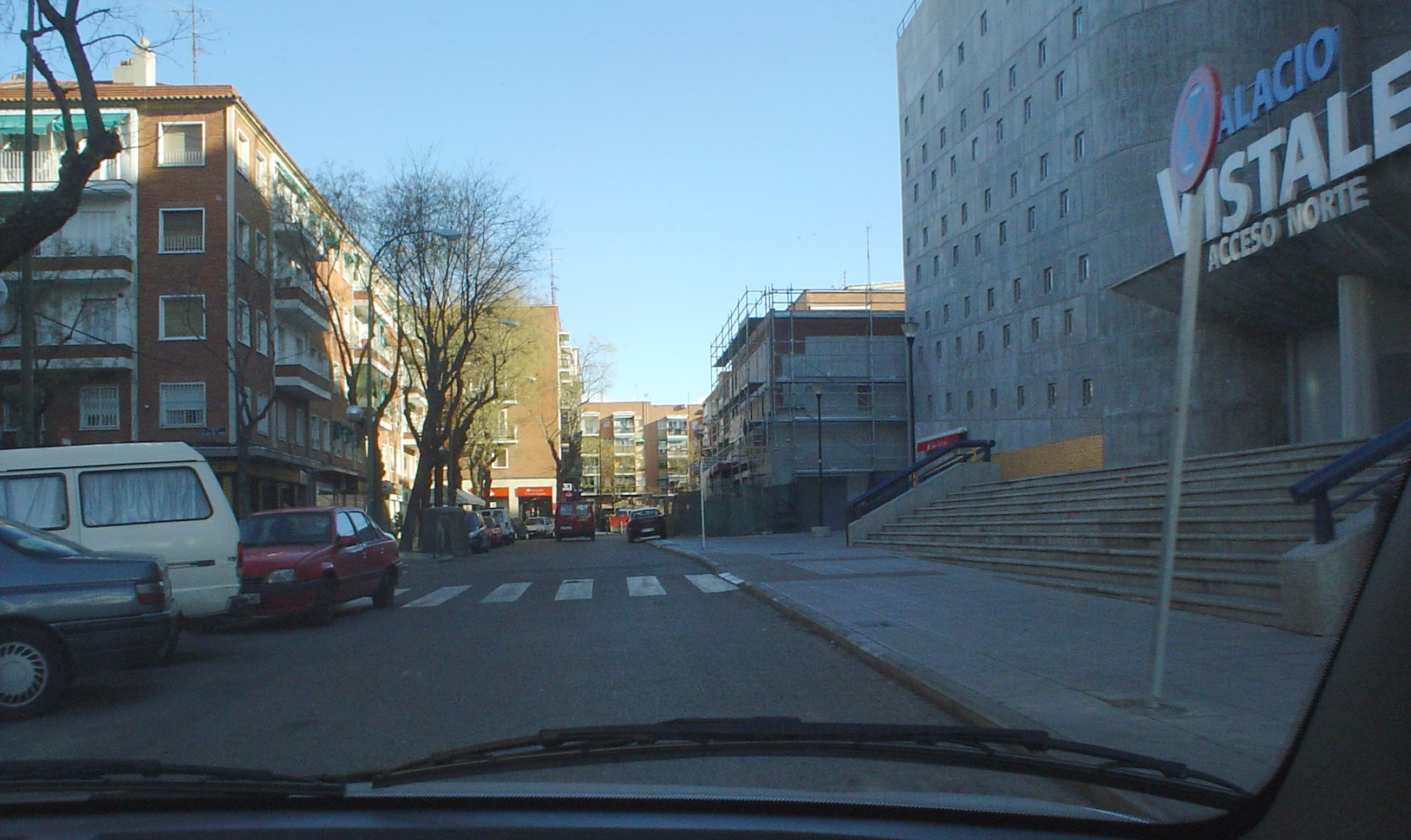
Palacio de Vistalegre - L'accesso nord